# إريس (أسطورة)

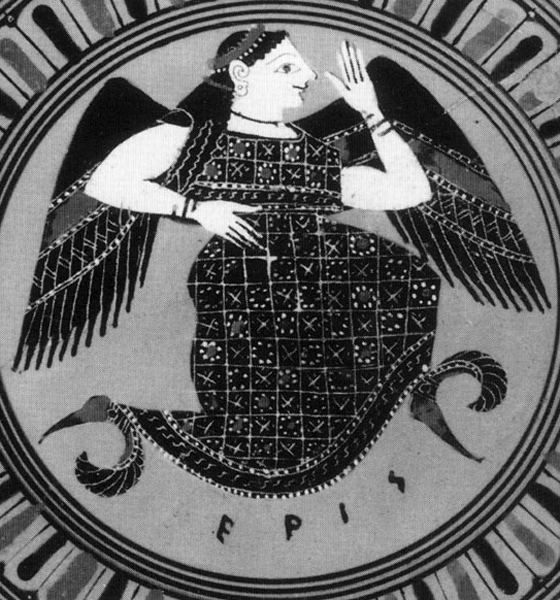
إريس رسم من حوالي 520 ق.م.

إريس (بالإغريقية: Έρις): وهي إلهة الصراع، الخلاف والنزاع في الميثولوجيا الإغريقية.

## صفات إريس
هو رب الفتنة الذِيّ فتنْ صغِيرُه إيرُوسْ، يثير النزاع والخلاف بين الالهة والبشر.

## قصص إيريس
من قصصها:
- لم يتم دعوتها في عرس بليوس وثتيس خوفا منها بأن تقوم بدب النزاع بين المدعويين وعندما اكتشفت إيريس ذلك قامت بإلقاء تفاحة بين حاضري العرس كتب عليها «إلى الأجمل» مما أدى بالنهاية إلى دب الشقاق بين الحاضرين فما كان منهم إلى أن التجئوا إلى باريس ليحكم بينهم مما أدى إلى حرب حصار طروادة وقد عرفت هذه التفاحة باسم تفاحة الشقاق.

## طالع كذلك
- الميثولوجيا الإغريقية.
- إغريق.